# Fiquefleur-Équainville
Fiquefleur-Équainville – miejscowość i gmina we Francji, w regionie Normandia, w departamencie Eure.
Według danych na rok 1990 gminę zamieszkiwało 496 osób, a gęstość zaludnienia wynosiła 51 osób/km² (wśród 1421 gmin Górnej Normandii Fiquefleur-Équainville plasuje się na 455. miejscu pod względem liczby ludności, natomiast pod względem powierzchni na miejscu 363).